# PKCS 11
PKCS #11 je označení standardu z oblasti kryptografie, který je jedním ze standardů řady PKCS původně vytvořených společností RSA Security pro oblast asymetrické kryptografie (vývoj samotného PKCS #11 později převzala organizace OASIS). Standardizuje rozhraní pro práci s klíči uloženými ve specializovaném hardwaru, například v čipových kartách nebo v hardwarových bezpečnostních modulech. Samotné rozhraní nazývá standard cryptoki (zkratka anglického cryptographic token interface).
Rozhraní podporuje nejběžnější používané kryptografické objekty (například klíče pro šifru RSA, pro šifru DES a TripleDES nebo pro certifikáty formátu X.509). Pro tyto objekty nabízí možnost jejich vytváření, používání i mazání.
Rozhraní PKCS #11 používá řada rozšířených aplikací, například Mozilla Firefox nebo OpenSSL.